# Окето (Канзас)
Окето (англ. Oketo) — місто (англ. city) в США, в окрузі Маршалл штату Канзас. Населення — 64 особи (2020).

## Географія
Окето розташоване за координатами 39°57′47″ пн. ш. 96°35′56″ зх. д. / 39.96306° пн. ш. 96.59889° зх. д. (39.963192, -96.598950).  За даними Бюро перепису населення США в 2010 році місто мало площу 0,27 км², уся площа — суходіл.

## Демографія
Згідно з переписом 2010 року, у місті мешкало 66 осіб у 31 домогосподарстві у складі 19 родин. Густота населення становила 243 особи/км².  Було 38 помешкань (140/км²).
Расовий склад населення:
| - 100,0 % — білих |

До двох чи більше рас належало 0,0 %. Частка іспаномовних становила 1,5 % від усіх жителів.
За віковим діапазоном населення розподілялося таким чином: 22,7 % — особи молодші 18 років, 54,6 % — особи у віці 18—64 років, 22,7 % — особи у віці 65 років та старші. Медіана віку мешканця становила 46,5 року. На 100 осіб жіночої статі у місті припадало 106,2 чоловіків;  на 100 жінок у віці від 18 років та старших — 121,7 чоловіків також старших 18 років.
Середній дохід на одне домашнє господарство  становив 59 891 долар США (медіана — 50 625), а середній дохід на одну сім'ю — 75 643 долари (медіана — 65 417). За межею бідності перебувало 9,0 % осіб, у тому числі 27,3 % дітей у віці до 18 років та 13,0 % осіб у віці 65 років та старших.
Цивільне працевлаштоване населення становило 37 осіб. Основні галузі зайнятості: виробництво — 37,8 %, роздрібна торгівля — 35,1 %, транспорт — 8,1 %, оптова торгівля — 8,1 %.